# Lonchocarpus phaseolifolius
Lonchocarpus phaseolifolius là một loài rau đậu thuộc họ Fabaceae.
Loài này có ở Costa Rica, El Salvador, Guatemala, Honduras, và Nicaragua.